# ستان واتس
ستان واتس (بالإنجليزية: Stan Watts) هو مدرب كرة سلة أمريكي، ولد في 30 أغسطس 1911 في موراي في الولايات المتحدة، وتوفي في 6 أبريل 2000 في بروفو في الولايات المتحدة.

## وصلات خارجية
- ستان واتس على موقع قاعة المشاهير الجامعة الوطنية لكرة السلة (الإنجليزية)
- ستان واتس على موقع كلية كرة السلة في سبورتس رفرنس.كوم (الإنجليزية)